# Kunstfest Weimar
Das Kunstfest Weimar ist ein Kunstfestival, das jährlich im Spätsommer in der Kulturstadt Weimar stattfindet. 1990 als eine der ersten gemeinsamen deutsch-deutschen Kulturinitiativen gegründet, präsentiert das Festival ein konsequent spartenübergreifendes Programm mit zahlreichen Ur- und Erstaufführungen und eigens für Weimar entwickelten Projekten. Das Kunstfest Weimar ist Thüringens größtes und bekanntestes Festival für zeitgenössisches Theater und Musiktheater, Tanz, Performance und Installation, bildende Kunst, Film, Video und Konzerte unterschiedlicher Stilrichtungen.

## Geschichte
Von 1990 bis 1992 war das Kunstfest dem Wirken berühmter Weimarer Persönlichkeiten wie Goethe, Schiller, Bach und Liszt gewidmet, die Einnahmen dienten der Restaurierung der Kulturdenkmäler Weimars. Die ersten beiden Jahre war Kari Kahl-Wolfsjäger Intendantin und übergab 1992 die künstlerische Leitung an Johannes Gross. Von 1993 bis 2001 wurde das Kunstfest von der Klassik Stiftung Weimar veranstaltet, unter der Intendanz von Bernd Kauffmann. In diese Zeit fiel auch das Jahr 1999 als Weimar Kulturhauptstadt Europas war. 2002 übernahm Ralf Schlüter die Leitung, 2003 Hellmut Seemann, damals Präsident der Klassik Stiftung Weimar. Von 2004 bis 2013 leitete Nike Wagner das Festival unter dem Namen „pèlerinages“ (dt. Pilgerfahrt) und definierte es als Musikfest mit Elementen von Musiktheater, bildender Kunst und Tanz. Besondere Relevanz hatte unter anderem die Konzertreihe „Gedächtnis Buchenwald“, die stets zur Eröffnung stattfand. Träger war die Kunstfest Weimar GmbH. Seit 2014 ist das Kunstfest Weimar ein künstlerisch eigenständiger Betriebsteil des Deutschen Nationaltheaters und Staatskapelle Weimar. Unter der künstlerischen Leitung von Christian Holtzhauer feierte das Kunstfest 2014 sein 25. Jubiläum. Holtzhauer öffnete das Festival stärker hin zu Theater, Tanz und Performance, grenzüberschreitende Arbeiten standen im Fokus, sowie Projekte im öffentlichen Raum. Im Juni 2016 wurde das Festival vom Deutschen Kulturrat auf Die Rote Liste gesetzt und in die Kategorie 2 und damit als gefährdet eingestuft.

### Neuer künstlerischer Leiter 2018/19
Der Kurator und Dramaturg Rolf C. Hemke ist seit 2018/19 neuer künstlerischer Leiter des Kunstfests Weimar. Hemke, 1972 in Köln geboren, studierte Rechtswissenschaften, Germanistik und Philosophie in Münster, Genf und Paris X-Nanterre. Zwischen 1993 und 2003 war er zunächst studienbegleitend dann hauptberuflich als Kulturjournalist u. a. für die Süddeutsche Zeitung, die Frankfurter Rundschau, Der Standard Wien und den öffentlich-rechtlichen Hörfunk tätig. Von 2006 bis 2018 war er verantwortlich für das internationale Programm am von Roberto Ciulli begründeten Theater an der Ruhr in Mülheim an der Ruhr: Dort begründete und programmierte er die Veranstaltungsreihen „Szene Istanbul“ und „Klanglandschaften Mittelmeer & Afrika“. Das stark politisch orientierte Festival „Theaterlandschaften“ kuratierte er mit wechselnden, regionalen Schwerpunkten. Von 2014 bis 2016 war er darüber hinaus freiberuflich als künstlerischer Berater der Wiener Festwochen im Bereich Schauspiel für die Regionen Naher und Mittlerer Osten und Afrika tätig. Als freier Dramaturg für Schauspiel und Musiktheater arbeitete u. a. für Deutsches Schauspielhaus in Hamburg, die Ruhrfestspiele, die Theater in Oberhausen, Freiburg und Münster. Von ihm liegen zahlreiche Veröffentlichungen vor, u. a. die zweisprachigen, deutsch-englischen Recherchebände Theater südlich der Sahara (Theater der Zeit, 2010) und Theater im arabischen Sprachraum (Theater der Zeit, 2013 / Sud Editions Tunis, 2015, in französischer Übersetzung), das u. a. mit Hilfe der Kulturstiftung des Bundes finanziert wurde.
Den Auftakt des Kunstfestes Weimar 2019 bildete ein vielbeachtetes theatrales Reenactment der Weimarer Nationalversammlung vor 100 Jahren. Das Programm umfasste insgesamt 22 szenische Projekte, acht Installationen, sieben Konzerte – darunter zehn Uraufführungen und sieben deutsche Erstaufführungen. Erstmals gab es ein »Festival im Festival«: vom 26. August bis 7. September zeigten das Kunstfest und das Lichthauskino neun Stummfilme mit Live-Musik. Hinzu kam ein umfangreiches Rahmenprogramm mit Vorträgen, Diskussionen, und Lesungen. Mit der Edition 2019 wurde der gebürtige Weimarer Star-Bariton Matthias Goerne Kunstfest-Botschafter.
Im Pandemie-Jahr 2020 bot das Kunstfest Weimar nach den Worten von Egbert Tholl „eine der ersten umfassenden Theateraktionen seit dem Stillstand“. „Weimar ist neben Salzburg eine der wenigen widerständigen europäischen Städte, die nicht locker gelassen und ihr jährliches Internationales Festival haben über die Bühne gehen lassen,“ schrieb die Londoner Times. Auch Simon Strauss zog in der FAZ den Vergleich mit Salzburg und würdigte die Anstrengung, dass das Kunstfest „mit aller Kraft ein Programm präsentiert, das so umfangreich ist, als gelte es vor allem zu beweisen, dass trotz Corona nicht nur einiges, sondern sehr vieles möglich ist.“ Die insgesamt rund 60 Projekte mit etwa 200 Veranstaltungen wurden zwischen dem 26. August und 13. September 2020 von rund 26.000 Zuschauern an 12 Spiel- und Ausstellungsorten in Weimar und 28 thüringenweit. Das für die Umstände bemerkenswerte Ergebnis gelang insbesondere durch eine Programm-Diversifizierung: Veranstaltungen im großen Haus des Deutschen Nationaltheaters wurden zumeist nicht nur einmalig, sondern als Doppelvorstellungen angeboten, andererseits wurde mit der Alten Feuerwache Weimar eine pandemiesichere Open-Air-Spielstätte geschaffen, die mit kleineren Theater- und Performance-Uraufführungen (u. a. Sibylle Berg, Falk Richter, Theresia Walser) 18 Tage lang durchgängig bespielt wurde. Da es wegen der begrenzten Ticketkontingente im Vorhinein absehbar gewesen war, dass die Ticketnachfrage nicht zu erfüllen sein würde, waren nicht nur Projekte im öffentlichen Raum, sondern auch diverse Installations- und Ausstellungsformate kostenlos zugänglich, um dennoch möglichst viele Menschen mit den Angeboten des Kunstfest Weimar erreichen zu können.

## Künstler (Auswahl)
Zu den Künstlern und Künstlerinnen sowie renommierten Persönlichkeiten, die in den vergangenen Jahren beim Kunstfest Weimar auftraten, gehören unter anderem:
- Sadik Al-Azm
- Georg Baselitz
- Sibylle Berg
- Habib Dembélé
- Junge Deutsche Philharmonie
- Nurkan Erpulat
- Matthias Goerne
- Lisbeth Gruwez
- Anselm Kiefer
- Thomas Köck
- Gidon Kremer
- Hans-Werner Kroesinger
- La Veronal
- Neil MacGregor
- Katie Mitchell
- Van Morrison
- Olodum
- Rimini Protokoll
- Falk Richter
- Christian Rizzo
- Tiago Rodrigues
- She She Pop
- Hanna Schygulla
- Thomas Thieme
- Theresia Walser
- Robert Wilson

## Struktur
Das Kunstfest Weimar wird anteilig finanziert vom Bundesland Thüringen aus Mitteln der Thüringer Staatskanzlei und von der Stadt Weimar. Darüber hinaus spielen die Einwerbung von Projektmitteln und unterschiedliche Kooperationen auf lokaler wie überregionaler Ebene eine wichtige Rolle bei der Programmgestaltung.